# هيرناندو أرياس دي سافيدرا
هيرناندو أرياس دي سافيدرا (بالإسبانية: Hernando Arias de Saavedra)‏ هو مستكشف وعسكري إسباني وباراغواياني، ولد في 10 سبتمبر 1561 في أسونسيون في باراغواي، وتوفي في 1634 في سانتا في في الأرجنتين.

## وصلات خارجية
- هيرناندو أرياس دي سافيدرا على موقع الموسوعة البريطانية (الإنجليزية)